# 盾之勇者成名錄角色列表
盾之勇者成名錄角色列表是《盾之勇者成名錄》作品中登場的角色介紹。配音員順序為：動畫版／廣播劇版。只有標示一個的情況下為動畫版。

## 盾之勇者一行人
本作故事開始時以岩谷尚文為核心人物進發，從他獨自一人慢慢茁壯至數人的勇者團隊，甚至有其他同伴的相助，更與其他異世界的勇者團隊成為盟友關係。
岩谷尚文（聲：石川界人／鈴木達央）
本作男主角。20歲，四聖勇者中的盾之勇者，四聖武器中司掌七宗罪中的「憤怒」，盾之精靈所定的第一人選。莫名其妙傳送到異世界當勇者，卻被陷害冤屈之罪，被盾之精靈認定為歷代盾之勇者中，命運最坎坷的一位，也是唯一活到最後的盾之勇者。
在第一卷中因對這世界的不合理感到憤怒與憎惡，和善的性格有了翻天覆地的轉變，甚至造成自己的味覺失靈，更因曾一度失去拉芙塔莉雅而覺醒了憤怒之盾。而當下拉芙塔莉雅的回歸，才讓尚文停止對世間的憎惡，也奪回了自己的味覺。
在第二卷中因菲洛的出現而開始經商，同時到處解決其他勇者造成的爛攤子，最後因為菲洛與其他菲洛鳥不同，而被稱為「神鳥」，則帶著牠的尚文因此被稱為「聖人大人」，尚文讓菲洛拉車四處醫療百姓而被民眾稱為「神鳥聖人」。在除疫任務中，誤以為菲洛被殭屍龍吃掉，回想起對世間的憎恨與渴求力量的交叉作用下，使用了詛咒系列的「憤怒之盾」。但是因護體魔炎的效果誤傷了拉芙塔莉雅，而菲洛因吃了殭屍龍的核心，若尚文使用憤怒之盾會一同暴走。
在第三卷中在路途上與梅爾蒂相遇，並護送她回到梅洛馬格城後，得知是梅洛馬格的第二皇女。因對國王與第一皇女的偏見，決定與她保持距離。後來一同經歷過冒險後，才開始信任梅爾蒂。並打算將來回到自己的世界後，把菲洛託付予她。在同卷中與聚變惡靈的BOSS戰中，因憤怒之盾與屍龍之核結合而覺醒了「憤怒之盾II」，同時也得到新技能「盾轉換（攻）」、「鐵處女」。在新技能的使用下打倒了聚變惡靈，並利用其素材解鎖了「噬魂之盾」，同時也因使用技能喪失了全部SP，而無力與葛拉絲對戰。最後在浪潮結束前逃離了葛拉絲身邊，而因時間接近結束也決定就此撤退的葛拉絲，對尚文做出再戰宣言後，才成功結束這次的浪潮之戰，此次作戰中他發揮「憤怒之盾II」的大罪技能讓不少人見到其駭人景象，加上三勇教會與王族的謠言陷害尚文，而被稱為「盾之惡魔」，更在故事後期被敵對勢力稱為「盾之魔王」。
靈龜事件時，一度擊敗引發事件的元兇——京，之後，為了追擊京，並奪回被京奪走的靈龜的力量，便進入異世界。進入異世界後，被囚禁在迷宮中，並在迷宮中偶而遇上同樣囚禁在迷宮中的異世界的四聖勇者絆。之後，成功逃出迷宮。逃出迷宮後，在艾斯諾巴爾的幫助下，以拉芙塔莉雅的頭髮創造了式神拉芙。之後救出了被當地貴族當作珍禽異獸展覽的菲洛。救出菲洛後，與拉芙塔莉雅成功會合。最終以「憤怒之盾」第四次覺醒進化的「暴怒之盾IV」成功殺死了京，奪回靈龜的力量，返回梅洛馬格。
奪回靈龜回到原來的世界後向女王要求一塊領地，表面上是為了能在三個多月後的另一隻聖獸-鳳凰甦醒時建立起一支能與其一戰的個人部隊，還有與浪潮對決的戰力。但私底下其實是為了讓拉芙塔莉雅有個屬於家的感覺，之後就算自己達成勇者的使命回到日本後，也能讓她安全的活下去。所以特別把領地選在發生第一次浪潮所毀滅的賽亞特領地，也是拉芙塔莉雅出生的露羅洛納村的所在地。因達成奪回靈龜之力還有各種貢獻，而被女王冊封為伯爵，雖然本人嫌很麻煩就是了。
後期因為料理的手藝被稱作「鍋之勇者」。
為了能夠時常看見拉芙塔莉雅穿着巫女服的姿態，以及對九天樓派出刺客刺殺拉芙塔莉雅、對拉芙塔莉雅身受苦難時見死不救的行為感到強烈不滿，因而決定前往席德威魯特取得船隻，再前往九天樓，協助反叛軍以拉芙塔莉雅為正統女王的大義名份，發動政變把九天樓這個國家的主要政權消滅，奪回九天樓。在席德威魯特時因為身為盾之勇者的關係而受到非常特別的待遇，甚至在沐浴洗澡時受到一大票因勇者的身分而想盡辦法與其發生關係的恐怖女性們的襲擊，對他留下不少陰影。
在第十五卷中，因亞朵拉的死而誕生祝福系列·慈悲之盾。
霍布雷王宮一戰時，盾牌在與塔克特的短兵相接中被一度奪走，但他被搶走盾牌後運用變化無雙流一拳打穿塔克特的防禦，使得等級比他高上三倍以上的塔克特口吐鮮血後被他一拳震飛。
在第十七卷中，因捉弄梅蒂而使梅蒂為了報復而讓他成為大公，結果反而與梅蒂締結了婚約。
之後前往解救絆，獲得了鏡之眷屬器的協助，成為絆世界中的鏡之勇者，而因鏡之眷屬器的強化方式為料理等級提升，造成尚文一行人不斷被迫吃他所做的料理，而被拉爾庫稱為「飯之勇者」。
具有天生完全免疫暈眩的特殊體質，坐車坐船不會暈、喝酒如喝水，以及天生受到動物的喜愛的特質。於故事中期建造了亞人跟獸人的村子。由於過去被陷害的經歷，因而經常裝出一副壞人的樣子。
因早期首飾商的傾囊傳授，而在飾品工藝方面的手藝極佳，被提莉絲稱為「名匠大人」，其作品被晶人視為聖物，自己則被視為神。
本傳小說的最後，以弒神武器「零之盾」的解放，成功殺死了神祇者，修正了世界融合現象。
在外傳《槍之勇者重生錄》中，因故事開頭被元康所救，而與本傳個性有所差異，但唯一不變的是一旦對敵人憤怒後所展現出的腹黑心理，戰鬥能力則與本傳相當。
目前小說中常用的盾技能：靈氣之盾（Air Soul Shield）、噬魂之盾（Soul Eater Shield）、監牢之盾（Shield Prison）、流星盾、勇魚之盾和櫻天命石盾、魔龍之盾、靈龜之盾、零之盾等。
其他的盾技能：靈氣之盾「第二面盾」（Air Soul Shield：Second Shield）、靈氣之盾「第三面盾」（Air Soul Shield：third Shield）、隱身之盾（Hiding Shield）、憤怒之盾（Fundo Tate (Rage Shield)）、憤怒之盾II（Fundo Tate II(Rage Shield II)）、憤怒之盾II「鐵處女」（Fundo Tate II(Rage Shield II)：Iron Maiden）、盾轉換（攻）（Change Shield（Attack））、暴怒之盾（Wrath Shield）、暴怒之盾「血祭」（Wrath Shield：Blood Sacrifice）、暴怒之盾「破滅爆裂」（Wrath Shield：Destroy Burst）、慈悲之盾、憤怒之火（Wrath Fire）（合體技）、犬噬（Dog Bite）、邪炎鐵處女（Blaze Iron Maiden）（合體技）、仇恨反應（Hate reaction）、黑暗咒炎（Dark Curse Burning）、零之盾「反次元盾」、零之領域、理之審判者、世界守護者。
拉芙塔莉雅（聲：瀨戶麻沙美／堀江由衣）
本作主要女主角。尚文第一個亞人奴隸，故鄉在第一次浪潮時被破壞，雙親也在此時被殺害，之後被抓而成為奴隸。因為來到這個世界後尚文一直遭遇背叛，所以變得不信任人，但攻擊力過低的他需要夥伴的協助，所以在奴隸商的建議下，決定使用奴隸來當自己的夥伴而挑選了她。在被尚文買下後從相處的過程中喜歡上尚文，從最初對尚文的主從關係已經成為了單相思，甚至展示過自身裸體給他看，但尚文屢次都不懂其用意而使拉芙塔莉雅多次沮喪。
與元康決鬥結束後，拉芙塔莉雅從奴隸之身被解放後卻依然回到了尚文的身邊，對尚文表明自己的心意，這時尚文才開始信任拉芙塔莉雅。在追擊京進入異世界後，在偶然的情況下，被刀之眷屬器選中，成為了刀之勇者。
有著奇怪的直覺，當尚文想到失禮的事，拉芙塔莉雅會馬上問尚文。擅長劍技與調和光和闇的幻覺魔法。父親是九天樓的皇族後裔，卻放棄皇族的身份而與妻子（拉芙塔莉雅的母親）來到梅洛馬格王國的賽亞特領生活。
尚文在某天的日常中讓她穿上巫女服，服裝意外和她極為適合，卻沒料到因為一件衣服而引發了尚文一行與九天樓的政變戰爭；在九天樓人的眼中，只有該國的天命巫女（女王）才允許穿着巫女服，一旦身穿巫女服意味了覬覦王位，因而當尚文替拉芙塔莉雅穿上巫女服時，被九天樓的監視者當作「盾之勇者為拉芙塔莉雅加冕」，所以招來九天樓刺客的追殺。後來在尚文的幫助下，以及通過古代天命的試煉完全習得「陰陽」系列的戰技後，成功推翻了九天樓的舊政權，正式成為了九天樓的天命巫女（女王）。
鳳凰戰役後與尚文等人又再一次遭遇突如其來的惡劣戰鬥，在霍布雷王宮一戰中，被塔克特抓住，但受到刀之眷屬器的幫忙而逃離到了絆她們所在的世界。
網頁版結局中，與尚文在兩個世界中，創造了兩個可與本尊共有記憶之分身體。一個和尚文、亞朵拉一起回到日本，與尚文結婚。另一個是留在異世界，並與尚文創建了名為岩谷的國家。
而最後，她和尚文的真身則遊走著如繁星多的世界，不斷的救助即將被毀滅的世界，並消滅名為神的怪物。
菲洛（聲：日高里菜／井口裕香）
尚文第一個魔物，由兩頭次級菲洛鳥交配產下的食用版的菲洛鳥。是尚文抱著抽獎心態買下的魔物蛋，而從買來的蛋孵出來的菲洛鳥，非常貪吃又毒舌。因為長得太過快速，所以尚文把她交給奴隸商檢查，在尚文離開的前一刻，變成人形並要求尚文不要走，最後只好放棄檢查。
在故事中她慢慢變成核心人物之一，當尚文面對有無法解決的難題（通常是逼供他人招出實情）時，她的貪吃個性有時會幫上大忙（如令人誤以為尚文會將不說實話的敵人直接當菲洛的飼料），但同時也可能帶來麻煩（龐大的食物開銷）。
在與屍骸龍一戰時，她誤食了腐龍之核，而該核心與憤怒之盾會有連鎖反應，因此尚文發動大罪技能時，菲洛的戰鬥力也會上升數倍，但也因此不分敵我，因此非必要時刻尚文不會發動憤怒之盾。
最喜歡的是拉馬車和尚文，以及故事中期在鬥技場中撿到的一把她時常拿來當成暗器砸向敵人的流星錘，奇怪的是，這不是她的主要武器，而她卻特別喜歡這把武器，但都拿來當成投擲武器使用，平時都藏在她的厚羽毛中。
食量異常驚人，也是菲洛鳥的下任女王，聽菲托莉亞敘述在勇者培育下的菲洛鳥將會突變成女王。通過菲托莉亞的特訓後，戰鬥能力得到大幅的提升，同時人型的戰鬥技巧得到提升，而在菲托莉亞認同下被授予大幅增加能力的呆毛與菲洛鳥下任女王的第一繼承權，也因為這根呆毛羽冠，她與菲托莉亞隨時保持聯繫與情報共享，在靈龜戰役中，尚文一行人得到菲托莉亞的強力支援，也是因為菲洛的關係。
後期被魔龍強行任命為魔龍四天王之一，稱號為「風之菲洛」，並被對方賜予已叛變的前任四天王的力量。過去由於經常被元康嘲笑，甚至被稱作「肥鳥」，因此十分討厭元康。在與梅蒂一同修行時，曾跑到各大酒館進行歌舞表演，被譽為「神鳥歌姬」。
與虎鯨姊妹、賽茵同時被公認為大胃王，更是各地酒館中舉辦大胃王比賽的冠軍。除了對尚文和拉芙塔莉雅，以及梅蒂和絆用敬稱與親暱稱呼外，對於陌生人都是以對方的武器為稱呼，或是髮色為代表的綽號。而莉希亞也是罕見的被其記住了名字。（詳見第八卷第十六話）
亞朵拉（聲：小原好美）
本作第二女主角。佛烏爾的妹妹，白虎亞種與人類的混血兒，白虎氏族菲昂家後裔，實際上是奧托克雷的妹妹露西亞的孩子之一，與佛烏爾一同隱藏了自己的姓氏，全名為「亞朵拉·菲昂」。
自出生起便雙目失明，初次與尚文見面時異常虛弱至近乎死亡，尚文為了能讓佛烏爾對他心甘情願效力而使用本作唯一堪稱奇蹟之藥的「世界樹藥劑」將其救活，接著尚文將兩兄妹納入自己的麾下。
由於尚文治好了疾病，對尚文抱著近乎崇拜的心態，無論尚文說什麼都認為是正確的，對尚文保有愛慕，尚文本以為她只是崇拜心理，在故事後期才知道她對尚文的愛意是真心的。
剛開始是位內向文弱的少女，但痊癒之後在故事中逐漸變得朝氣開朗，經常為了爭取睡在尚文房間的床上，而獨自一人與哥哥佛烏爾及拉芙塔莉雅的兩人聯軍展開睡前的激烈攻防戰，尚文曾把她轟出房間，結果她直接睡在房門外，就算使用奴隸紋也繼續鑽進尚文的床上。
本身雖然雙目失明，但卻在這種狀態下覺醒了「氣」的能力，雖說目前等級不高，但可輕易的一指秒殺一隻大野豬，戰鬥力隨著後期有逐步增強的跡象，直到弗烏爾與她打成平手為止。
在席德威魯特的鬥技場中打敗了上一次大戰的牛頭人英雄，並與佛烏爾聯手擊倒了獸化後的賈拉利斯。
鳳凰戰役中為了保護尚文而死，生命盡頭之際將初吻獻給了尚文，後來尚文依照她的遺願，將她放置盾牌內吸收，因而使尚文激發出新盾，祝福系列·慈悲之盾。
對尚文而言，她是尚文的初吻對象，也是除了其他四聖以外(包含絆)第一個用正確發音說出尚文名字的人，而她過世之後對尚文的人格產生重要轉折，使尚文開始不再逃避，正視對他有所愛慕的異性的心意，促成在網頁版結局中尚文與拉芙塔莉雅兩人回到日本後結婚。
網頁版結局中，她的靈魂與尚文、拉芙塔莉雅一同回到日本。數年後，尚文有了事業地位，正式和拉芙塔莉雅舉行婚禮時，她闖入了婚禮現場進行搶婚，與拉芙塔莉雅競爭和尚文結婚的權利，揭示了她的靈魂以轉生者的方式重獲新生而復活，因世界進行時空修正的緣故，被設定為尚文幼年時期的青梅竹馬，現轉生為20歲的千金大小姐，與拉芙塔莉雅一同和尚文結婚，並和拉芙塔莉雅競爭正宮地位。
佛烏爾（聲：天崎滉平）
亞朵拉的哥哥，白虎亞種與人類的混血兒，白虎氏族菲昂家後裔。重度妹控，實際上是奧托克雷的妹妹露西亞的孩子之一，受到身為白虎王的祖父「泰蘭﹒葛﹒菲昂」的告誡，因此與亞朵拉一同隱藏了自己的姓氏，全名為「佛烏爾·菲昂」。長大後的相貌與舅父奧托克雷相似。
與莎迪娜相識於地下競技場，在這之後從奴隸商引薦下的尚文遇到了他與妹妹亞朵拉。
在席德威魯特的鬥技場中成功獸人化並借助勇者的力量獸化，並與亞朵拉聯手擊倒了獸化後的賈拉利斯。經拉芙塔莉雅的教誨後，開始誓言要把亞朵拉培育成出色的女人，而開始稱拉芙塔莉雅為大姐頭。
曾有預感妹妹亞朵拉在鳳凰戰役中可能會遭遇極高危險，而與尚文私下約定不讓她上戰場，但亞朵拉無意間知道了事情始末後向他提出單挑來決定亞朵拉是否參戰，這時的佛烏爾剛從老婆婆的特訓中回來，已得到老婆婆在變化無雙流的武藝真傳，進而開發出「猛虎」系列的格鬥術技能，而與亞朵拉打成平手，因此他只好同意讓亞朵拉參戰。
鳳凰戰役中他的預感成真，在亞朵拉戰死後，因過度悲痛而被眷屬器選中，成為了七星勇者之一的「護手甲」的勇者。與尚文一同打倒塔克特後，心性逐漸成熟穩重，也開始認同尚文是自己的大哥，成為在尚文的同伴中強力的左右手之一。
莉希亞·愛比雷德（聲：原奈津子）
為一個沒落貴族的女兒。曾被樹所拯救因而對樹懷抱著相當的憧憬，只是在樹的團隊中一直不受重視，能力值過低，加上個性內向善良且不輕易與人起爭執而備受排擠，被成員視為打雜的小妹，之後被樹以莫須有的原因逐出團隊，企圖自殺時被菲洛所救，之後被尚文所收容成為團隊的一員。
平日喜歡穿著可以遮住整張臉的玩偶裝，理由是「這樣落淚時就不會有人看到」，對弓之勇者樹的憧憬早已超越愛戀，已經演變成一往情深的跟蹤狂行為而被尚文下令禁止偷窺樹。
被尚文發掘其能力並不是戰士類型的素質，而是具有魔法素質的可能，能力值的低弱換來的卻是能使用所有屬性的魔法，這也造就未來被眷屬器選上的體質條件之一，尚文判定她是寶貴的戰鬥力，有無限的可能性可以開發，前期被樹的團隊強加於前衛的位置，但後期加入尚文的團隊而能力慢慢覺醒後，從一介普通人成長為複合攻擊型的魔法戰士。
學習變幻無雙流時被老婆婆評斷自身隱藏著非常恐怖的潛力，只有在特定的狀態下才會引動如「覺醒」的型態使自身戰鬥力暴增，性格也會出現變化。只不過在等級超出一定的界限之後，那種類似「覺醒」的狀態也逐漸被自身所掌握，從而使得戰鬥力穩定提升，靈龜戰役中，一度因為京的惡行而促使自己憤怒進而覺醒體內的真正力量，其實力不但和京打成平手，甚至處於上風，逆轉了尚文一行人的不利勝負，尚文在此戰中更加肯定莉希亞的實力﹔在研究所一戰中，她對於京後續的所作所為更是讓她憤怒到了極點，此戰中的莉希亞實力大幅提升至將近勇者等級，為她自身完全狀態的全盛期，加上自身基本能力值過低的關係，對於使用特殊攻擊對她無效的體質，是京唯一的天敵。
在為了拯救被詛咒武器侵蝕的弓之勇者樹，在尚文與奴隸商人安排的地下鬥技場與其決鬥並試著說服他，在對戰中雖然成功壓制樹，但其武器卻不堪負荷斷裂。在堅毅的決心下被「投擲具」之眷屬器選中成為了七星勇者之一，成為「投擲具」的勇者，最後成功打倒被詛咒武器纏身的樹。
對戰鬥方面不是很突出，但對語言、文字、文獻等解析與學習直逼學者級別，曾在霍布雷王國留學，在當時是難得一見的學霸。
拉芙
尚文以拉芙塔莉雅頭髮以及自己的血液創造的式神，外貌是一隻可愛的狸貓，擅長幻覺系魔法。據尚文說撫摸拉芙可以舒壓，但拉芙塔莉雅對此都感到有些排斥，拉芙塔莉雅似乎是將拉芙當成自己一般的分身，因此對於尚文經常與牠玩感到苦惱。
由於有尚文之血的緣故，偶而會露出一副邪惡的面孔。在村莊魔獸要進階時，因為小拉芙的關係而造就了村莊魔獸變成拉芙種。在故事的推演下，牠的支援戰鬥能力逐漸增強，其幻覺魔法甚至強到能騙過塔克特的女幹部，而因多次在尚文一行的戰鬥中起了致勝關鍵，因此成了尚文一行的原班人馬之一。
後期與尚文穿越了先代弓盾世界，因協助菲洛亞復活工序的因子影響，似乎開始有人形化的覺醒前兆，為一頭偏中短髮可愛女孩子。

## 盾之勇者協助者
本作中尚文在冒險過程中邂逅不少朋友，有些同伴剛開始與尚文有一段短暫冒險，但之後慢慢轉為在背後支援尚文的協助者。
格利昂（聲：大友龍三郎（親ガエリオン））
尚文從不知名人士寄來的蛋中誕生的飛龍，由於尚文感到自己身邊的女性過多，而選擇其作為雄性誕生。因為誤食了龍帝的核石從而被蘊含於其中的詛咒引導暴走，更因為尚文在異世界對於鎧甲的強化使得殘暴的魔龍怨魂有機可趁入侵這個世界，最終與龍帝一同聯手在伙伴們的猛攻下擊潰了魔龍的怨魂，並且和現任龍帝以一體雙魂的方式共存於世。
由於身為龍種，因而與身為下任菲洛鳥女王的菲洛關係惡劣，甚至到了一見面就會吵架的地步，幫助尚文解鎖被菲托莉亞偷偷鎖住的龍系列盾牌。
在霍布雷侵略攻防戰中，打倒了塔克特方的龍帝，奪取他的核石後，成為了位階最高的龍帝。擁有等級100以上極限突破的方法。

## 四聖勇者
於現實世界或其他的異世界中被異世界召喚過去的選定之人，其時空背景不限於同一時空，也有不同時代的人被召喚過去，甚至平行世界，而四聖勇者是藉由傳說武器精靈所挑選出來的，也有所謂第一人選至最後人選，被召喚過去的勇者不一定都是存活狀況下被召喚，也有像元康那樣死後被召喚的轉生者。
岩谷尚文
四聖勇者之一，盾之勇者。參見「岩谷尚文」。
天木鍊（聲：松岡禎丞）
四聖勇者之一，劍之勇者，四聖武器中司掌七宗罪中的「暴食」、「貪婪」，劍之精靈所定的第三人選。
16歲，雖然有隊友但是骨子裡是個單機玩家，且心態上更是獨行玩家，進入異世界之前所居住的世界是使用VR的未來世界，是四聖勇者裡最年輕也是最有常識的。放任自己的隊友團練導致後期因素質跟配合度的關係在靈龜事件中被滅團。拒絕接受隊友的死是自己的過錯並轉而遷怒尚文。
被麥蒂偷走身上所有物品後怒而啟動了暴食之劍與貪婪之劍的詛咒能力。代價為無法擁有金錢與物質和經驗，並且會讓所接觸的裝備或物品腐化。被艾格蕾打倒後從詛咒武器的束縛中解放，認清自己所犯的過錯並且接受艾格蕾的基礎訓練就此從頭開始。
對溫蒂雅有莫名的好感，只是不知是出於愧疚還是其他因素，沒事的時候就經常跟在溫蒂雅身邊，只是基本上不被溫蒂雅所接納。尚文成為大公後，和他進行了一場戀愛諮商，鍊自己還沒向艾格蕾告白前就被拒絕，讓他有些沮喪，尚文才得知他真正喜歡的人是艾格蕾。
根據尚文與盾之精靈的交流得知，除了尚文以外，他與元康、樹等三人事實上在原本的世界早已死亡，真實死因是為了保護同校的同學而遭到歹徒持刀捅死，因此最後的獎勵只有回歸世界後可免於一死。
能使用的劍技能：流星劍、雷鳴劍、紅蓮劍、百劍齊發（Hundred Sword）、羅剎·流星劍、隱形劍、暗殺劍、狂暴降解、黃金起義、斷頭台、龍破斬
北村元康（聲：高橋信）
四聖勇者之一，槍之勇者，四聖武器中司掌七宗罪中的「色慾」、「嫉妒」，槍之精靈所定的第三人選，為外傳《槍之勇者重生錄》之男主角。
21歲，和其他三名勇者不同，他在原本的世界因為被兩名女子為了爭奪他而捅刀行兇而死，而轉生來到異世界，所以死過一次，對於前世的記憶可能還有殘存意識，因此莉希雅的莫須有事件爆發時，既使他是女性至上主義者，他完全無法處理莉希雅的事件，只能拜託尚文。
由於天真的性格被女人利用所以被尚文稱為小丑的存在。後期被麥蒂出賣導致對女性的認知出現崩壞，只能跟男性與魔物溝通。在崩壞並且沒人阻止的狀況下覺醒了嫉妒之槍與色慾之槍的詛咒能力。代價為失去性慾並且眼前所看到的女性都會以豬的外貌呈現，連聲音也是。
覺醒詛咒武器後聽從尚文的強化方法，展現了出乎意料的強悍實力，能秒殺掉尚文等人覺得棘手而陷入苦戰的異世界侵略者。後期因菲洛的打氣而愛上了菲洛，是第一位歸順於尚文一方的四聖勇者，稱尚文為岳父大人。被菲洛稱呼為「拿槍的人」，從來沒被對方記住名字。
根據尚文與盾之精靈的交流得知，除了尚文以外，他與樹、鍊等三人事實上在原本的世界早已死亡，因此最後的獎勵只有回歸世界後可免於一死。
擁有超一流的裁縫技術，甚至連身為裁縫具勇者的賽茵對他十分妒忌；在外傳中還具備了木工技術，能從零開始造出一輛豪華大型馬車，使得尚文與小櫻等人看得兩眼發愣。
本傳小說第20卷中，從菲洛鳥遺址中取得了影響外傳故事發展的重大武器「龍刻之長針」。
該角色另有獨立外傳《槍之勇者重生錄》，在該外傳中，他是在本傳中與其他勇者們在最終決戰中即將死亡之時，受到傳說之槍的固有能力「時間回朔」的保護而重生，於尚文等勇者們第一次被召喚的時間點。
能用的槍技能：流星槍、閃電槍（Lightning Spear）、亂刺、靈氣槍（Air Soul Javelin）、爆炎之槍（Burst Flare Lance）（合體技）、爆炎烈空槍（Air Burst Flare Lance）（合體技）、時間回朔（龍刻之長針的固有能力）。
川澄樹（聲：山谷祥生、古北梨乃（小學生））
四聖勇者之一，弓之勇者，四聖武器中司掌七宗罪中的「傲慢」，弓之精靈所定的第三人選。
17歲，說話彬彬有禮的少年，其實是自我滿足的正義狂。來自超能力被開發的平行世界。固有能力為低階必中，對於魔力的感應能力極強，能感知到超遠距離的集團魔法。因有被欺負過所以理想成為正義的夥伴。
有六個如同信徒的隊友，但是因為樹從沒真正的信任他們導致靈龜事件後被隊友背叛。在三勇教的利用下讓自己的弓吸入了能夠用自己的正義操控他人的能力。
詛咒系列的能力是自創的第八罪「過度正義」，後被尚文證實為七宗罪中的「傲慢」，其代價為失去自主力，無法說謊並且會聽從任何人所給的指示。詛咒完全解除後仍然是不太有情緒波動，擅長樂器，對樂器的悟性極高，除此之外他與莉希亞一同特訓中，克服了對於近身戰不利的弱點。
與尚文等人一同解救絆，並獲得了樂器之眷屬器的幫助，成為絆世界中的樂器之勇者。除了樂器眷屬器的技能外，還能使用異常狀態類的毒技能，更從世界之盾的劊子手身上學會了拷問術。
根據尚文與盾之精靈的交流得知，除了尚文以外，他與元康、鍊等三人事實上在原本的世界早已死亡，因此最後的獎勵只有回歸世界後可免於一死。
已知原世界的親屬為祖母（聲：漢那綾花）和母親（聲：國府咲月）
能使用的弓技能：流星弓、雷鳴箭（Thunder Arrow）、雷鳴射擊（Thunder Shot）、風之矢（Wind Arrow）、閃光箭、定影箭、拘束箭、律法狂潮、法拉裡斯銅牛。
能使用的樂器技能：消化之歌舞、音符火神砲、震撼音波、解毒旋律。

## 七星勇者
莉希亞
現投擲具之勇者，參見莉希亞。
奧托克雷·梅洛馬格三十二世
現杖之勇者，參見奧托克雷·梅洛馬格三十二世。
佛烏爾
現護手之勇者，參見佛烏爾。
塔克特．亞薩賀倫．霍布雷
前鞭之勇者。但卻是靠著標籤來控制眷屬器的不正當持有者。被尚文所殺，參見塔克特．亞薩賀倫．霍布雷。
爪之勇者
已故，被塔克特所殺，爪之眷屬器被塔克特用標籤控制，塔克特死後脫離標籤控制。
斧頭之勇者
斧之眷屬器一度被瑪爾德持有，目前在浪潮先鋒手中，是靠著標籤來控制眷屬器的不正當持有者。
菲托莉亞
現馬車之勇者。在20卷中，尚文懷疑菲托莉亞的馬車就是這世界缺少的第八樣七星武器，其眷屬器實質名稱為「戰車眷屬器」，22卷確定。
參見菲托莉亞。
娜塔莉亞
現槌之勇者。於先代弓盾世界中被選上的九天樓初代天命，其人格甚至複製並寄宿於槌之眷屬器中，目前以使魔拉芙的另一半身達芙作為人格寄宿對象，22卷確定。
參見娜塔莉亞。

## 菲洛鳥
菲托莉亞（聲：丹下櫻）
統領一切菲洛鳥的菲洛鳥現任女王，現存所有菲洛鳥的祖先。馬車之勇者。
體積猶如一座山。為古代盾之勇者城野守飼養的菲洛鳥之一，在古代鞭之勇者霍倫．安斯雷亞的改造下，成為適性於「馬車（戰車）之眷屬器」的特殊存在，為特化「運輸能力」方面的品種，壽命遠比一般的菲洛鳥長，加上喝了長生不老之水而具有近乎永恆的生命，只是記憶力不是說很好，活到現今關於浪潮和四聖已有許多記憶變得相當的模糊，僅留存曾經依戀的溫柔與對城野守的承諾。
擁有相當強大的實力，能輕鬆擊倒尚文等人束手無策的暴龍。擊倒暴龍後，把尚文一行帶到菲洛鳥的聖域，並對菲洛進行戰鬥指導。戰鬥指導後，授予菲洛大幅提升能力的呆毛與下任菲洛鳥女王的第一皇位繼承權並且可藉由呆毛羽冠隨時與菲洛保持聯繫與情報共享，並拔下自己頭上擁有的三根呆毛的其中一根（注意菲洛鳥女王的呆毛羽冠一但被授予就算拔掉再多根呆毛，呆毛都是會重新不斷循環再長出來），把這根呆毛讓尚文的盾吸收解除了與菲洛鳥相關的所有盾技能，但尚文等級沒到達該符合的條件是無法使用這些相關的盾技能。
後期於尚文前往先代弓盾世界後得知了她的出生起源，真實身分為霍倫協助守用於復活菲洛亞所研究的人工生命體之一，同時也是因應戰車眷屬器而被創造出來的戰鬥兵器，原本是菲洛亞在最後過世之故，守希望她能成為勇者，甚至成為自己的女兒，而將菲洛亞的部分靈魂寄宿於當時還是空殼的她，但尚文一行人的出現改變了這段歷史，使得她親口向守提出成為守的女兒之請求。
其戰鬥實力深不可測，曾將馬車眷屬器的真實型態「戰車」解放後，用以抗衡失控的靈龜；眷屬器造型為連結式棘刺型突襲戰車，而原本的用途為對城兵器，用以攻陷敵人的城池堡壘。
由於與古代盾之勇者城野守的約定，因此，她多次與麾下的菲洛鳥們在不為人知的地方持續地對抗「浪潮」。

## 梅洛馬格王國
本作第一個所知王國，故事起點，是經典的劍與魔法的國度代表，權政以女性為主，大部分在此的國王都是入贅制；在地人民極為壓抑，表面上是個正常的國家，實際上被三勇教暗中操控，全國視盾牌為禁忌，實施人類至上主義制度，亞人地位低下，大部分充當奴隸。直到米蕾莉亞女王把國教由三勇教轉為四聖教和尚文於後期影響梅洛馬格國內風氣對於亞人採取互助平等的方針後，亞人地位歧視問題才逐步改善。此外因奴隸文化的盛行，使得該國修復處女膜的技術是世界第一。其王國深遠的歷史祖譜可追朔於第三次浪潮融合現象之前(第二次浪潮發生時，還未予先代盾弓世界融合的先代槍劍世界)，當時該國是先代槍劍世界的核心首都，而其王族本身具有槍之勇者的血統族系。而身為入贅夫婿的現任國王奧托克雷則是前霍布雷王國的王族。
真正當權者為外交問題而四處奔走，而現今國王為了打壓身為盾之勇者的尚文而採取了一連串非常制度，後因尚文一連串的冒險波折中在最後得到平反，依序從女王至國王的認可後逐漸得到改善。故事後期與霍布雷王國一戰後，梅洛馬格大敗霍布雷王國，將霍布雷納入版圖，以及與各大國家成為同盟國後，就此成為本作真正意義上的世界第一大國。

### 梅洛馬格王族
米蕾莉亞·Q·梅洛馬格（聲：井上喜久子）
梅洛馬格的女王，同時也是梅洛馬格的真正統治者，在國外被稱為「梅洛馬格的女狐狸」。擁有超卓的政治與外交手腕，從處理奧托克雷擅自召喚四聖勇者一事上可見一斑。喜歡探索各式各樣的傳說。
擅長火與水兩種屬性的魔法，在三勇教教皇死後，把國教由三勇教轉為四聖教。
動畫版有補充她在故事的前期，打自尚文成為勇者的那一刻，早已在監視尚文的一舉一動，她從尚文的遭遇中確信他是可託付國家未來的真正勇者，因此殲滅三勇教後，與尚文達成諸多協議助他平反，更在故事後期為尚文的強力後盾，因此尚文除了黑社會的力量外，更擁有她代表著國家力量的大力支援。
她的城府極深，也深知人與人之間的互助不是友誼，而是交易，靠著這點使尚文能夠慢慢相信她，事實上她是個敢愛敢恨，有血有淚且重情義的女人，對於犯錯的家人也絕不寬貸，但還是對自己的兒女有保留一份最低底線的慈悲，而這點卻成為了她的唯一死穴。
與尚文一行人出發於霍布雷王國，塔克特設下圈套引其而來，被麥蒂與塔克特給砍成重傷，最後失血過多而死。死後，舉國上下無不為她的死而悲哀，由此可見她的施政深受國民的認同與愛戴。
動畫版22話中，得知她與梅爾蒂一樣，是菲洛鳥愛好人士，特別憧憬還沒見過的菲托利亞。
奧托克雷·梅洛馬格三十二世（聲：仲野裕）
梅洛馬格的國王，原名為路修·蘭薩斯·霍布雷，霍布雷王國第十三皇位繼承人。尚文恨恨地稱他為「垃圾」，第四卷後段被女王更改名稱為「垃圾」，並從王族身分除籍。似乎是個被虐待狂，十分享受妻子米蕾莉亞的虐待。
誠心禮聘勇者們，因家譜血脈的因素而特別禮遇槍之勇者，但十分厭惡盾之勇者。在「麥茵強暴（假）事件」當中，硬生生不做調查就指認尚文是罪犯的污名，並趕出城堡。在妻子米蕾莉亞與女兒梅爾蒂出國進行外交期間，擅自進行勇者召喚（是三勇教的慫恿下），引發國際問題，幸虧米蕾莉亞積極的斡旋下，才沒有引發戰爭。
由於雙親及親友死於白虎種之手，因而極度憎恨亞人，後來為了向亞人復仇，隱暪了自己霍布雷王族的身份，放棄了霍布雷王族的皇位繼承權後，與雙目失明的妹妹露西亞移居到當時與亞人敵對的梅洛馬格；並以一名士兵的身份在梅洛馬格從軍，短短數年間已升為三軍統帥，之後被選為七星勇者當中的杖之勇者，擁有極高戰略能力與智慧；以英之賢王之名馳名天下，故事後期展現的戰略能力也令尚文覺得不想與他為敵。
後來妹妹被白虎種襲擊而生死不明後（事後經尚文一行人到席德威魯特國後，推斷是三勇教在背後操弄，導致他的妹妹露西亞被白虎種襲擊），他變得只為仇恨而活，最後打倒當時公認為「史上最強白虎種」的席德威魯特之王，即是佛烏魯與亞朵拉的祖父。此後由於其言行，一度被杖之眷屬器拒絕，失去勇者之力。
重度妹控，因此後來看見與自己的妹妹露西亞容貌相似的亞朵拉時，不禁悲喜交集。
因憎恨亞人的關係，加上席德威魯特是以盾教為主要宗教信仰，而對於國家治理方針為亞人奴隸制度，以及推崇三勇教，視盾為罪惡之象徵，盾之勇者之所以遭到他不分是非的厭惡，也是因為他所發生的往事所致。
在梅洛瑪格女王的逝世以及尚文的言詞下，新仇舊恨迫使他重新覺醒，同時再次被杖之眷屬器接納，變回當初的英之賢王，進而打敗霍布雷王國。不只尚文一行人，甚至全國人民對他有所改觀，認為真正的王已經回歸，雖然尚文等人希望他將自己的名字改回來，但他認為「垃圾」之名是他理當背負的罪過，因此毅然決定不改名以此贖罪。
麥蒂·S·梅洛馬格（聲：布萊德庫特·莎拉·惠美）
梅洛馬格的公主，冒險名號為「麥茵·史菲雅」（マイン・スフィア）。興趣是陷害別人，而且謊話連篇。典型的麻煩製造者，經常性製造事端。因此不受女皇寵愛其皇位繼承權在妹妹梅爾蒂之後，與妹妹梅爾蒂關係十分惡劣。
在尚文孤立無助的情形下加入隊伍，但其實是假意博取好感隔天偷光補助金與鏈子甲，還指控尚文性侵她，但早已在出國前往霍布雷王國留學時失去了處女之身﹙對象是自己的堂兄弟塔克特﹚。在發生「梅爾蒂綁架（假）事件」時，施展大型魔法陣企圖殺掉梅爾蒂，好讓自己成為下任女王，卻被隱身的拉芙塔莉雅用魔力劍捅穿而打敗。在三勇教叛亂事件結束後，才知道自己也被教皇利用，差點在叛亂中被教皇的傳說武器複製品奪走性命。
尚文恨恨地稱她為「婊子」，第四卷後段被女王更改名稱為「婊子」（ビッチ）、冒險名改「潑婦」（アバズレ），並從王族身分除籍。被剝奪皇籍後，被女王下了高級奴隸紋章，一旦傷害尚文或說謊時，奴隸紋就會發作。
靈龜事件後，拋棄元康，後來為得到鍊身上的裝備而假意投靠對方，並在第二天偷走鍊的所有裝備而逃去無踪，自此被尚文稱為「賤貨」（ヴィッチ）。後投奔樹，讓樹背負起龐大的債務後，與樹的舊同伴一同拋棄樹後逃去無踪。拋棄樹後，投奔塔克特，並密謀在四聖討伐鳳凰時殺死尚文，卻因亞朵拉的阻撓而失敗。
為解除高級奴隸紋章，而聯合塔克特一起弒母，在最後卻拋棄塔克特逃走，其本質早已被女王看透，原本是要將她送去霍布雷，下嫁當地國王成為其性玩具，但在尚文平反事件時為求生而以演技自願以勇者夥伴身分服侍元康才沒實行；殺死米蕾莉亞女王後，使她的父親奧托克雷徹底清醒，目前被奧托克雷下達格殺令，祖國完全通緝她，無論生死。
出現在絆的世界，與樂器勇者合作。被萊諾用劍從背後貫穿腹部死亡，之後靈魂與遺體被奪取船之眷屬器的浪潮先鋒回收，後被尚文等人懷疑本人早已與浪潮本身接觸過，並知道浪潮黑幕的真實身分。
本作推動故事發展的關鍵人物，為眾多事件的真正幕後黑手，而在網頁版更是最終BOSS，真實身分為女神靈魂的碎片之一，本尊為惡神「美狄亞·畢德斯·摩金娜」(メディア・ピデス・マーキナー) ，最後被尚文以「零之盾X」的最終奧義「增幅反射」給反擊，被自己的技能「無限破壞者」的增幅版本擊中，造成了位於八個世界的所有分身及本體全數破壞，被尚文完全消滅。
梅爾蒂·梅洛馬格（聲：內田真禮）
梅洛馬格的第二公主，梅洛馬格王國的第一皇位繼承人。個性上遠比身為麻煩製造者的姐姐正常。擅長水屬性魔法。
十分喜愛菲洛鳥，在因緣際會下認識了尚文一行，並且與菲洛成為最好的朋友。在發生「梅爾蒂綁架（假）事件」、實質是麥蒂企圖刺殺她的危機當中，亦是尚文在一路上保護她。麥蒂被剝奪皇籍後，成為梅洛馬格王國唯一的公主兼皇位繼承人。在艾格蕾重回賽亞特領後就主動過去幫忙，也是目前賽亞特領的主要管理人。
小說十七卷中因母親被麥蒂殺害而登基成為女王，因尚文捉弄她而激起她反過來捉弄尚文，使用女王命令強制冊封尚文為大公，結果與尚文締結婚約。
與外表相反的是，其實力相當不錯。甚至在艾格蕾之上。

### 尚文村（新賽亞特領地）
在奪回靈龜之力後，女王為感謝尚文的貢獻，贈與爵位與領地，尚文為讓拉芙塔莉雅能有個家的感覺，而把領地指定在賽亞特領地，並且選擇在拉芙塔莉雅的故鄉露羅洛納村重建村莊。
在動畫中則是在卡爾米拉島浪潮結束後，是女王詢問尚文想要什麼獎勵，而使尚文得以實踐重建拉芙塔莉亞的故鄉之由，進而向女王要求自己成為該領地的領主。
經由大規模重建後，賽亞特領地不但復興，且因尚文的經營方針，現在已然變成梅洛馬格王國中重要的商業要地，同時為了抵禦自封神祇者等強大外敵的襲擊，該領地的居民每個都有一定水準的戰鬥經驗，因此很少有外敵招惹該區。
艾格蕾·賽亞特（聲：青木瑠璃子）
為本傳中的其他同伴，而在外傳《槍之勇者重生錄》中是主要同伴。
曾經是治理拉芙塔莉雅故鄉的貴族的女兒，尚文心裡稱她為「女騎士」，因為髮色的關係，菲洛稱呼她為「紅色蔬菜」。在故事的開始就被囚禁於梅洛馬格城堡中的地下監獄，原因是阻止對被浪潮襲擊過的賽亞特領進行奴隸狩獵的三勇教士兵，最後被三勇教的高層誣陷而被囚禁。
恢復貴族身分後重回賽亞特領，並且試著重建領地，只是本人似乎只忙於修練而把各種管理領地的工作丟給被女王派來協助領地修復工作的第二皇女梅爾蒂手上，而被尚文吐嘈是個把修練看得比管理領地還要重要的人，似乎並沒有管理的才能。
後來在鍊被詛咒武器侵蝕暴走時，為讓其清醒，而主張與其對戰，雖然一度因為缺少致勝的招式而處於下風，最後還是運用修練來的變幻無雙流戰技打倒鍊，而讓其解脫詛咒武器的侵蝕，成功讓鍊洗心革面。
於外傳《槍之勇者重生錄》中，元康在故事開始不久就與她在監獄中相遇，被元康救出後成元康與尚文兩人的長期同伴。
艾爾拉蘇拉·拉古拉羅古（聲：伊澤磨紀）
是尚文從商過程中治療的病人之一，為「變化無雙流」的最後傳人。指定莉希亞為下代變化無雙流繼承人。
據女王所說，小時曾看過一次她參加浪潮戰役，當時現場屍體滿地，在尚文的特效藥下回歸戰場，康復後繼續鍛鍊至95等，原本目標是達到人類所能達到的最高100等，在聽聞女王要找人訓練勇者後果斷放棄修練。目前幫助尚文訓練包含拉芙塔莉雅等在內的數人學習變化無雙流。
原作中並沒有提起本名，只是“老婆婆（ババア）”。在動畫中，官方給予他的正式名稱為「艾爾拉蘇拉·拉古拉羅古」。
基爾（聲：藤原夏海）
拉芙塔莉雅的同鄉，實際上是女性，本人在長大前似乎毫不知情，而同鄉的虎鯨姊妹卻早已知道她是女生的事實，卻一直裝成不知情。
可以進行獸化，外觀類似哈士奇，後期不太用亞人型態戰鬥，改以獸人化型態為主軸，擅長使用獸屬性魔法。
動畫版當中原本生活在賽亞特領地，但在一次浪潮襲擊賽亞特領地後，村子幾乎全毀，並且與拉芙塔莉雅和莉法娜及其他亞人打算重建村子。但是隨即遭到隔壁城鎮的貴族執行了奴隸狩獵的影響，而被抓起來帶去了那位貴族所在的領地並且遭到囚禁（與拉芙塔莉雅和莉法娜受困在同一個地下地牢中），受到了不當的虐待。直到正巧在尚文一行人將第二皇女梅爾蒂救出以後，在此貴族的領地上的地下地牢中被獲尚文一行人救出，之後有與尚文一行人成為同伴一同同行。
對於想與尚文一同戰鬥的心情逐漸高漲下參與了靈龜前哨戰，而促使尚文等人在靈龜前哨戰中發現寄生體的存在，給了尚文很大的提示。
後期故事不太常上前線戰鬥，轉為代表尚文村子進行各種經商，直到先代弓盾時空篇時，又再一次列入戰鬥主力之一，在尚文發動獸化輔助後，終於變身為曾夢寐以求的地獄三頭犬的完全獸化型態，實力激化至數倍，完全壓制了培恩薩公國的杖與投擲具勇者。
莎迪娜（聲：小清水亞美）
拉芙塔莉雅的同鄉，前任殺戮巫女，魚虎種（殺人鯨）獸人，為了尋找拉芙塔莉雅，一度使用偽名「娜迪亞」。亞人形態是一名擁有一副成熟身材的女性。擅長雷系魔法。
酒量為海量，堪稱酒豪，據拉芙塔莉雅所言，即使勝出了拼酒大會，依然故我地不斷飲酒。曾揚言一旦遇上酒量勝過自己的人，就會全力地追求對方。因此遇上吃了露可露果也不醉的尚文後，便認定對方是自己的理想對象，爾後只要一有機會就對尚文展開激烈追求，甚至到達性騷擾的程度；她是尚文第一次觸摸女性胸部的對象，初次與尚文見面時，曾抓住尚文的手促使他摸自己的胸部想迫使他放棄地下鬥技大會的參賽權，但在色誘對尚文無效的情況下，更加對尚文鍾情。
九天樓出生，為了保護拉芙塔莉雅的父母，而與二人一同移居到梅洛馬格王國的賽亞特領生活。當尚文決定為拉芙塔莉雅出氣時，欣然與尚文同行。
後來在絆的世界與持有「魚叉」眷屬器的不正當持有者戰鬥，擊敗對方後，被「魚叉」眷屬器認可，成為「魚叉」的勇者。
被尚文稱為「虎鯨姊妹」之一，兩姊妹更是與賽茵、菲洛併列公認為大胃王，而兩姊妹身為吃貨的同時，酒量也絲毫沒有降低。
經歷過九天樓政變事件後，與其妹妹希爾荻娜同時成為尚文一行人的長期同伴。
在霍布雷王國一戰後，與妹妹希爾荻娜展現出連塞魯托布爾地下公會的劊子手也自嘆不如的精湛行刑技術。
在動畫版第二季的第12集結尾初登場於鬥技場中。
溫蒂雅（聲：菱川花菜）
被還不知道其名字的尚文簡稱為谷子。
為尚文大批量購買奴隸時一併購入的孩子之一，對於魔物有非常高的喜愛心理和保護欲（因而被尚文在心底吐槽有如風之谷的女主角一樣）。
原由名為格利昂的現任龍帝所扶養長大，在龍帝被鍊所斬殺後逃離了家鄉成為了奴隸。雖然在尚文的庇護下受傷的心靈逐漸得到了平復，但在心底仍然是憎恨著毀了自己家庭的鍊。直到格利昂（幼龍）出生、誤食核石暴走並且差點將身邊的伙伴殺死的時候，才終於越過了悲傷朝著未來大步向前。
與拉托是競爭對手兼合作關係，後期兩人一同進行對於龍族等各式魔獸的培育與研究。
拉托緹爾·安斯雷亞（聲：國府咲月）
簡稱拉托，外表是一名留有白金色長髮、皮膚為褐色的女性，古代「鞭之勇者」霍倫．安斯雷亞的後裔。
天才鍊金術師，同時也是一名瘋狂科學家。主張物種需要透過改造才會變強。雖然是一名瘋狂科學家，卻對於別人已研究的領域毫無興趣，自尊心出乎意料的高。
原本是霍布雷王國的國民，卻由於其研究在國內引起了許多問題，被當地的掌權者（塔克特）視作異端而被放逐。輾轉來到梅洛馬格王國。
在靈龜事件以後來到尚文的領地，初出場時就把菲洛麻醉，使到對方無法抵抗。道德觀異於常人，即使被尚文下了高級奴隸紋成為了奴隸，也不自覺自己是奴隸之身，而是一名純粹的研究者。
成為尚文奴隸以後，主要負責對領地內物種進行改造，更研發出許多專屬技術加速打造了領地整體的建築格局，在之後與溫蒂雅合作兼競爭，對於龍族的培育進行逐步研究。
賽茵·洛克（聲：長繩麻理亞）
來自與絆等人不同世界的眷屬器勇者之一，「裁縫具」的勇者，原世界已經被毀滅，與其姊姊更是異世界的亞人種族「天人族」僅存的後裔。
所屬世界的四聖勇者被入侵者所抹殺，世界也遭到對方吞噬。來到召喚尚文的世界以後，為了糊口，隱暪了身份並戴上了面具，以「瘋狂小丑」的名義作為地下競技場的選手參賽。
被解雇後選擇在尚文重建的村子定居，並且保護尚文不被來自異世界的刺客襲擊，只是因為本身就是另一世界的人加上名字與麥蒂相近，因此起初並不是很受尚文信任。直至完全擊敗入侵者後，才得到尚文信任，而一直作為專屬尚文的影活動。
因為眷屬器原世界已經消失，所以功能出現異常(賽茵的姊姊說明這是能量調節出了問題)，直接說話時會參雜著斷訊般的雜音，傳送能力也不穩定，但透過製作出來的布偶便可將語言完全翻譯，後期成為尚文一行人的長期同伴之一。
在第十九卷中，因尚文從她的姊姊口中得知了自己部份的真相，但「只要聽過賽茵身世的人就必定死亡」的詛咒，為此即使尚文追問她，她也守口如瓶，而她的姐姐趁夜來訪，在她熟睡之時修復了她的能量調節系統，恢復了正常的說話機能，之後由蕾茵激發她體內的遺傳因子，獲得了光翼之力。
擅長裁縫，對於監視與支援有一手，而對於重點保護人物都會事先為他們別上特製別針，以便隨時趕來支援，尚文好幾次被其所救。
與虎鯨姊妹、菲洛同時被公認為大胃王，而她嬌小的身軀卻能擔當一名超級吃貨一事，被尚文認為是不解之謎。
希爾荻娜
現任水龍巫女。喜愛玩牌及喝酒，曾以索荻雅的名字見過尚文，是莎迪娜的妹妹，實際年齡與拉芙塔莉雅相若。能使用神諭之力來重現先人使用過的絕招（要有他們用過的器具）。本來使用身上的圖紋而使邪靈附體，但後來被古代天命強制附身後，飛往了瑪基娜的所在地。
其身上的圖紋是信任瑪基那的證明，但其實是瑪基那為了死後能附身在他身上而印上去的。事後，與露瑚多米拉入居尚文的村莊。
和莎迪娜一樣，兩姊妹都是酒國女英豪，因尚文酒量異於常人的緣故而對尚文一見鍾情，兩姊妹在後期逐漸對尚文展開激烈的追求，也因為知道莎迪娜喜歡尚文而有所吃醋。
與尚文一行人前往絆的世界後，幫助絆他們度過難關，被「紙牌」四聖武器認可，成為「紙牌」的四聖勇者；雖其作為「紙牌勇者」的人選順位不明，但從各方面來看應該比原來受到召喚的「紙牌勇者」高，只是因為各種因素而未受到召喚(疑是九天樓的結界影響所致)。
被尚文稱為「虎鯨姊妹」之一，兩姊妹更是與賽茵、菲洛併列公認為大胃王，而兩姊妹身為吃貨的同時，酒量也絲毫沒有降低。
經歷過九天樓政變事件後，與其姊姊莎迪娜同時成為尚文一行人的長期同伴。
在霍布雷王國一戰後，與姐姐莎迪娜展現出連塞魯托布爾地下公會的劊子手也自嘆不如的精湛行刑技術。
小雛
紫色的菲洛鳥，為菲洛的第一名眷屬。原本由於尚文不願再飼養第二頭菲洛鳥女王的緣故，而被菲洛限制了進化。後來卻被大罪武器影響下的元康解除了限制，而成為菲洛鳥女王。人類狀態時為一名成年的女性。擅長毒魔法。

#### 露羅洛納村
拉芙塔莉雅的父親（聲：手塚弘道）
本名未知。擁有九天樓的皇族的血統，卻捨棄了皇族的身份而與妻子（拉芙塔莉雅的母親）來到梅洛馬格王國的賽亞特領生活。在一次浪潮襲擊賽亞特領途中不幸發生意外，與拉芙塔莉雅的母親雙雙去世。
拉芙塔莉雅的母親（聲：松井惠理子）
本名未知。在一次浪潮襲擊賽亞特領途中不幸發生意外，與拉芙塔莉雅的父親雙雙去世。
莉法娜（聲：岡咲美保）
拉芙塔莉雅的同鄉，鼬屬亞人。在一次浪潮襲擊賽亞特領地後，村子幾乎全毀，並且與拉芙塔莉雅和基爾及其他亞人打算重建村子。但是隨即遭到隔壁城鎮的貴族（動畫名稱為「伊德爾·雷比亞」）執行奴隸狩獵的影響，而被抓起來帶去那位貴族所在的領地並且遭到囚禁（與拉芙塔莉雅和基爾受困在同一個地下地牢中），受到不當的虐待，最後在牢中因病去世。直到尚文一行人來到此地時，拉芙塔莉雅才見到莉法娜的遺體，之後被尚文一行人好好的安葬起來。
於外傳《槍之勇者重生錄》當中，元康在故事中期，將她與拉芙塔莉雅、基爾等人從隔壁城鎮的貴族的魔掌中救出並將他們送到尚文身邊。

### 城下町
艾爾哈特（聲：安元洋貴）
武器店老闆，一名大叔，光頭。以前當過冒險者，等級達到87級。
在尚文遭受假強暴事件後是王都以內唯一仍然信任他的人，並且給了他很多裝備（根據本人所說，是餞別禮）。之後在尚文的旅途中給予了許許多多的幫助，可以說全隊的防具及武器強化前期均出自於他之手。雖常抱怨尚文的一些不合理的請求，但仍是把事情做到最好，也因為這樣店裡常常有一些很特別的素材，在後期檢查尚文的裝備中，發現了絆世界中羅米娜的手藝，因此開始研究跨界後裝備的機能保存系統，並隨時給予尚文的裝備鍛造進化。
為本作中一路支持尚文到底的長期同伴之一，隸屬後方物資支援性定位角色。
奴隸販子（聲：緒方賢一）
表面身分是魔獸商人，拉芙塔莉亞與菲洛都是尚文從他手裡買到的，在世界各地擁有許多與他相貌相似的親戚，同時也是當奴隸販子，而他的整個家族與首飾商為實質掌握黑社會的兩大勢力之一。
在尚文一行人冒險的過程中，他與他的家族在暗黑奴隸市場與地下鬥技場做為尚文背後的強力後盾，一路支援尚文，尚文也逐漸與他的合作中，理解除了女王本身的支援力量以外，檯面下的各種事更是需要黑社會的後援才能順利進行。
網路版結局記載的本名為「貝洛卡斯」(ベローカス)。
首飾商（聲：真木駿一）
相當看好尚文的商人，為梅洛馬格王國首都最大百貨公司的老闆，教導尚文使用魔力與製作首飾，其飾品工藝的技術從尚文後期做出的成品中得知是位高人，而尚文所製作的成品更是被晶人族捧為神物。
個性吝嗇，甚至到了除尚文以外的人一毛不拔的地步。與一般只會坐在辦公室的社長不同，他會親自坐在櫃枱招待客人，原因是為了培養自己觀察客人的眼光，以及避免錯失商機（尤其是尚文）。
擁有龐大的人脈與影響力，傳聞只要被他盯上的商人，無一例外的落得淒慘的下場，他更是與奴隸販子為實質掌握黑社會的兩大勢力之一。
在尚文一行人冒險的過程中，他與奴隸販子和其家族在暗黑奴隸市場與地下鬥技場做為尚文背後的強力後盾，一路支援尚文。
網路版結局記載的本名為「席克瓦爾」(ヒークヴァール)。
魔法店（聲：川崎芽衣子）
起初視盾之勇者為罪人的一般店家，但尚文在首次浪潮戰役中救其家人，因此對尚文感激不盡。
對於尚文的回報是贈與魔法書，也向尚文告知水晶球與魔法書的魔法學習有極大差異的真相，消耗水晶球可以永久使用此物保存的單一魔法，但效果不強；而從魔法書直接閱讀並解讀，學成雖慢，但能獲得更紮實強力的魔法基礎。這也促成尚文將魔法根基打穩，而且學會了梅洛馬格語言。
尚文為解決菲洛因變身而衣服損壞變成裸體的問題，找上了此店，而該店因而與裁縫店合作，打造了如天使般簡單造型的魔法外袍。店長是位老婦，曾與尚文等人為了採集魔法線製作材料闖入古代鍊金術士據點旁的廢棄礦坑中，與鵺的戰鬥中發揮了極大的戰鬥支援能力。
裁縫店（聲：松井惠理子）
起初視盾之勇者為罪人的一般店家，但尚文在首次浪潮戰役中救了其家人，因此對尚文感激不盡。
尚文為解決菲洛因變身而衣服損壞變成裸體的問題，找上了此店，而該店因而與魔法店合作，打造了如天使般簡單造型的魔法外袍。
店長本身年輕貌美，但對衣服製作有極高手藝，而看到菲洛後更認為自己能做出能匹配於菲洛的衣服，曾將改造完成的菲洛當成洋娃娃死抱著不放，有些微蘿莉控的個性，對可愛的事物更是無法抗拒。
畢思卡·T·巴爾瑪斯（聲：菅生隆之）
三勇教的教皇。為陷害尚文的幕後黑手。個性極為狂妄，自稱為神。（已消滅）
為了讓三勇教傳到梅洛馬格以外的諸國並教唆奧托克雷進行四聖勇者召喚儀式（主要是其長年行事作風已在梅洛馬格國內產生不信任感），之後一直對三勇提供協助，但鍊、元康、樹等三勇一直惹出問題，而這些問題最後是被身為盾之勇者的尚文所解決問題，導致三勇教的信譽搖搖欲墜。以後認為機不可施而企圖殺害梅爾蒂並陷害尚文，企圖把尚文、三勇、梅爾蒂、麥蒂等人殺光，再派自己屬意的人選統治梅洛馬格。
擁有傳說勇者武器的複製品，加上上百名信徒的魔力供給，使到聯手的尚文與另外三名勇者一行人陷入苦戰。最後被尚文的「暴怒之盾」的第二種大罪技能「血祭」吞噬，複製品武器也當場被粉碎，落得個死無全屍的下場。（動畫版當中也僅僅遺下破損的眼鏡）為尚文首度親手殺死的人類。
在動畫中，官方給予他的正式名稱為「畢思卡·T·巴爾瑪斯」。

### 其他
萊諾
元康的前同伴。過去曾被麥蒂陷害，因而十分痛恨對方。後來得到米蕾莉亞與尚文的幫助下才得以洗刷冤情。「婊子﹙麥蒂﹚受害人協會」成員之一，在戰鬥中曾經當著眾人面前爆料麥蒂的處女膜有動過復原手術的真相。
其真正身份是米蕾莉亞麾下的密探之一，為了替米蕾莉亞復仇而假意加入麥蒂一伙，並暗中把浪潮先鋒們控制聖武器的裝飾品調包。在魔龍之城一戰中，從後方暗算麥蒂，用劍貫穿對方的腹部，奪走麥蒂持有的「鞭」之眷屬器，在尚文的支援下百般凌虐對方。戰後，把「鞭」之眷屬器與聖武器的強化方法的資料一同交給尚文。
在小說19卷中，因有相似遭遇，而快速被尚文視為同伴一舉，導致拉芙塔莉雅的吃醋。
瑪爾德（聲：楠大典）
本作隸屬於浪潮一派的敵人之一，屢次與尚文等人交惡，屬於四肢發達頭腦簡單的類型。原本是樹的隊友，暱稱為「鎧甲」，後來背叛樹，與麥蒂等人消失匿跡。本身是梅洛馬格王國的貴族，也是三勇教的信徒，因此十分厭惡身為盾之勇者的尚文與亞人。將自己的惡行以「正義」來正當化，並稱樹為冒牌勇者。
出現在絆的世界，與麥蒂和樂器勇者合作，在不明原因的情況下，持有本被塔克特奪走的「斧」之七星武器，更用這把斧頭斬殺宮地秀正。最後因「斧」之七星武器被沒收而被樹所制服，因他的背叛和是三勇教的信徒，其家族被剝奪了爵位和監禁。
范·萊西諾特（聲：八代拓）
是梅洛馬格王國少數優待亞人的貴族，是亞人與人類間的橋樑，受到人類與亞人的共同愛戴。
在尚文一行人被懸賞通緝時，他幫尚文一行人逃亡，但也因此遭伊德爾逮捕後監禁，此舉引發了當地的亞人與人類的眾怒，紛紛發起民變，而給了尚文一行人關鍵的救援機會。
容貌清秀溫和，是名溫柔的紳士，在尚文内心稱其為「暖男」，曾用高於市價五倍的價格購買尚文的首飾。
原作中並沒有提起本名，在動畫中，官方給予他的正式名稱為「范·萊西諾特」。
伊德爾·雷比亞（聲：西村太佑）
梅洛馬格王國的貴族，也是三勇教的信徒和對被浪潮襲擊過的賽亞特領地進行奴隸狩獵的主謀，造成拉芙塔莉雅淪為奴隸的元兇。（已消滅）
進行第二王女救援戰時，拉芙塔莉雅因對他的恨意高漲，差點將其手刃，經由尚文提點後而沒讓拉芙塔莉雅鑄成大錯，但卻給了他一個製造大混亂的機會，進而解除了魔獸的封印，最後被自己所解除封印相似暴龍的魔獸踩死。
後來在他的領主宅工作的所有人（包括：士兵、佣人）一律視為三勇教的信徒和參與被浪潮襲擊過的賽亞特領進行奴隸狩獵並追捕和直接處刑，其家族並株連九族。事後在他的領主宅中找到對被浪潮襲擊過的賽亞特領地進行奴隸狩獵的貴族名單和三勇教教皇親筆信等諸多三勇教所引起的事件證據，成了跟三勇教有關聯的貴族等人無法在梅洛馬格王國高層作事的鐵證。
原作中並沒有提起本名，在動畫中，官方給予他的正式名稱為「伊德爾·雷比亞」。

## 席德威魯特
另一翻譯為「世界之盾」，故事前期為世界三大強國之一，與梅洛馬格王國的治國方針相反，屬於亞人至上主義制度，信奉盾教，視三勇教為敵，但其狂熱程度比三勇教更甚，將盾之勇者奉為神祇，而歷代的盾之勇者都是由該國預定召喚，其國家為先代弓盾世界的軸心國之一，血統族系源於盾之勇者。
本作中對於盾之勇者的召喚權利被梅洛馬格王國搶先召喚，差點因此與梅洛馬格引發全面戰爭。之後尚文的到來揭發該國的部分政客、當權者有不可告人的陰謀後，遭到尚文等人肅清，席德威魯特就此成為尚文的國家協力資源管道之一，更在之後經歷霍布雷侵略攻防戰後與梅洛馬格成為同盟國。
佛烏爾
亞朵拉的哥哥，白虎亞種與人類的混血兒。參見佛烏爾。
亞朵拉
佛烏魯的妹妹，白虎亞種與人類的混血兒。參見亞朵拉。
瓦那爾（聲：大塚剛央）
20多歲，朱雀種代表，在席德威魯特握有一席發言權，是少數沒有參與政變，幫助尚文的人之一。
玄碔（聲：內野孝聰）
60多歲，玄武種代表，席德威魯特數一數二的貴族，握有極大的權力。在尚文一行人被挑釁要決鬥時，站出來替當亞朵拉與佛烏爾的監護人，好讓兄妹倆能上場戰鬥。
蒼龍（聲：喜屋武和輝）
青龍種代表，席德威魯特數一數二的貴族，握有極大的權力。
伊森（聲：加藤將之）
白虎種，服侍白虎氏族菲昂家，亞朵拉與佛烏魯的父親的前部下。
里凱拉斯（乃村健次）
前次大戰的牛頭人英雄，在賈拉利斯發起政變時，與其共同下場戰鬥。與亞朵拉交戰，最後不敵而戰敗。
賈拉利斯（聲：齊藤次郎）
獅子種代表，殺害佛烏爾兄妹父親的元兇。帶領部下發起政變，中間與牛頭人聯手對抗亞朵拉與佛烏爾，但不敵對手，使用禁藥獸化，後來被亞朵拉與佛烏爾聯手擊倒。死前透露出有幕後黑手給予其禁藥，但還不明確是何方神聖之前就死了。

## 九天樓
位於席德威魯特最深處的國家，具有神秘東方色彩的豔麗國度，當地方針為「魔獸憐憫令」，不可隨意殺害魔獸，其中更以菲洛鳥視為國家象徵，奉為神鳥，而因此也讓當地居民隨時都可能發生被魔獸襲擊的危險；類似櫻花的櫻天命樹為當地的特有種，具有強大的各種效果，此外，該國屬於鎖國政策的國家。國家腹地不大，一定要坐船才能前往，當地的士兵非比一般，強上數倍，甚至擁有封鎖四聖武器戰鬥力的武器。
莎迪娜
拉芙塔莉雅的同鄉，前任殺戮巫女，殺人鯨種亞人。參見莎迪娜。
希爾荻娜
現任水龍巫女。喜愛玩牌及喝酒，曾以索荻雅的名字見過尚文，是莎迪娜的妹妹。參見希爾荻娜。
拉爾瓦
村長，曾與拉芙塔莉亞雙親是密切關係的協助者，幫助尚文一行人來推翻現任天命大人的惡政。
鎧甲武士
鶽種亞人，是村長的兒子。
艾爾哈特的師傅
出身於九天樓，技術了得，會利用真氣來鍛冶武器，是名國家鍛冶師。非常風流，比元康還風流，因此被尚文稱為「元康二號」。曾經為了好女色而出國，但因其父母過世而被遣返國家當國家鍛冶師。
因現任天命大人的父母的命令而做出了可以封印勇者力量的特殊武器。後來幫助了尚文等人，給予他們能反制封印勇者力量的裝備。之後被艾爾哈特給騙回尚文的領地，教導艾爾哈特新的鍛冶技巧。
瑪基那（聲：布萊德庫特·莎拉·惠美）
是名毒婦，本來有2名子女但被毒殺了，所以成了現任天命的監護人。原本是席德威魯特的傳教士，後來得到上上代天命（拉芙塔莉雅祖父）的寵愛而開始掌控政權。基本上算是九天樓事件的幕後黑手，下令解除封印魔獸來對付尚文一行人的也是她。
被古代天命打倒，但其靈魂卻奪走了希爾荻娜的身體。最後被眾人制住後，被古代天命給制裁了。
古代天命
附身於希爾荻娜身上，為了九天樓的未來著想而來討伐瑪基那。於最後對拉芙塔莉雅展開了測試，並跟拉芙塔莉雅述說身為調和人的使命後，離開了人世。在霍布雷王國一戰中，附身於小達芙身上，拿著有類似眷屬器寶石的槌子，與尚文一行人回到先代弓盾世界後才得知這是槌之眷屬器。
真實身分為初代天命的複製人格，於過世之前將自己的人格複製並寄宿在槌之眷屬器中封印著，直到希爾荻娜喚醒了槌之眷屬器後才甦醒，參見娜塔莉亞。
露瑚多米拉
現任天命（已被剝奪政權），拉芙塔莉雅的堂弟。因喜歡菲洛鳥而下達了生類憐憫權（不得殺害生物，包括魔獸）而搞得民不聊生。實質上的傀儡王，一切事物都是瑪基那在負責。事後，在坦承自己的罪刑後，以形式上的死亡隱姓埋名與希爾荻娜入居尚文所管理的新賽亞特領地。
經由尚文村落風氣的影響，也開始學習武術，加上自身嘗試練就獸人化加成，實力劇烈性提升，甚至連古代種的恐龍都不是其對手，於先代弓盾時空篇時為尚文一行人的戰鬥主力之一。

## 霍布雷王國
與梅洛馬格、席德威魯特等被公認為實力強大的大國之一，是本作目前已知國家中經濟富裕、科技先進的強國，梅洛馬格是屬於劍與魔法的古老國家風格，而霍布雷完全屬於近代化國家，且已經有蒸汽機為動能、飛空艇、飛機、各式槍械等現代科技裝備的出現，其皇室更是因諸多的政治聯姻，而擁有勇者血統的龐大族系的關係被稱為「勇者之國」，最後因塔克特率領該國攻打全世界，遭到尚文討伐後滅亡，霍布雷王族中有能力的成員大部分都早被塔克特殺害，因此連其王族也宣告凋落消亡。
國王
霍布雷王國的國王，梅洛馬格國王奧托克雷同父異母的哥哥 (二人年齡相差13歲)。被米蕾莉亞評價為「雖然愚蠢，卻仍然保有維持自己權勢手段」的政治人物。
名言為「玩具就是得折磨至死亡邊緣，才能夾得更緊，更有快感」，從該言詞中就挑明他是個喜歡把女性折磨至死的變態，至今已經有九千九百九十九名女性被他虐待致死。因此，其他國家把犯下重罪的貴族女性送到霍布雷王國，作為他的性玩具供其玩樂，對於諸多女性而言與死刑無異，有更多女性曾在送去霍布雷王國前自殺。
最後被他的兒子塔克特所殺。
塔克特．亞薩賀倫．霍布雷
「鞭」之勇者。後證實是靠特殊標籤控制眷屬器者，因此不是正當勇者，其能力為擁有能奪取別人聖武器與眷屬器的能力。
霍布雷王國的王子，容貌極為英俊，但眼神中帶有不祥的惡意，與京一樣是百年難得一見的天才，霍布雷的現代化完全是他一手打造出來，他也和京一樣是浪潮幕後黑手的先鋒。
是麥蒂首次性交的對象。在四聖勇者討伐鳳凰時，聯合麥蒂企圖暗殺尚文，卻因亞朵拉的阻撓而失敗。
在暗殺尚文失敗後，殺死了霍布雷的國王，自立為王。在霍布雷王國用計引來尚文一行人且殺死了米蕾莉亞後，向全世界宣戰。
在最後，被恨意極深的尚文以折磨到不成人形的戰鬥方式擊敗後被捕，戰後被尚文送上世界處刑大會，讓他眼睜睜看著他的女部下一個接一個被酷刑處死，而他自己則是被拷問後又被治療的無限輪迴，慘不忍睹，自己也因是靠著標籤來控制眷屬器的假勇者一事被公開，而遭到霍布雷王國的國民們丟石頭。
他的終末在欲被處刑說出實情時，被幕後黑手事先設下的魔法機關遭其爆頭慘死，連其靈魂一同被消滅，無法復活。
娜娜
塔克特的妹妹，稱梅爾蒂為「人偶公主」，打自出生後都被旁人拿來與塔克特相比，導致她的性格極為扭曲，是個雙面人，為等級至上主義者，在梅爾蒂留學的過程中一直妨礙梅爾蒂的學習，多次主動向一直避著她的梅爾蒂挑起事端，因與梅爾蒂身分相近的關係而對梅爾蒂有異常的執著。
在霍布雷王國發動侵略戰爭時，企圖偷襲梅爾蒂失敗，反被對方擊敗而被捕，網路版中，她是被處以丟入培養盆中，泡硫酸浴融化至死，屍骨無存；因過於殘忍而在文庫版改成最後被處以穿刺刑，她死前的慘叫聲令尚文不忍直視，但塔克特聽了其慘叫卻絲毫沒有悔過之意。

## 四靈
靈龜
四隻守護獸的其中之一，體型如山一樣龐大。
奥丝特·蓬莱（聲：花澤香菜）
外表有著中華風格的美女，同時為東靈國的皇妃「嵎夷·蓬莱」。本身為靈龜的意識，別稱「靈龜之心」，與米蕾莉亞女王為老相識。
在本體被打倒，瀕臨死亡時，賜與尚文靈龜的力量解封名為靈龜之盾的特殊盾牌，並且核發特別通行證讓尚文得以入侵別世界，前往追擊引發靈龜事件的元兇——京，並以亡靈的姿態和菲托莉亞一同默默的為入侵異世界的尚文等人祈禱著。
鳳凰
四隻守護獸的其中之一。
麒麟
四隻守護獸的其中之一。
應龍
四隻守護獸的其中之一。

## 絆世界
本作與尚文一行人密切相關的異世界，因沒有正式名稱而稱為「絆所在的世界」。尚文的冤罪平反後，在奇遇下輾轉到了該世界，開始了解所謂浪潮以及整個世界的真相。
風山絆（聲：富田美憂）
另一個世界的四聖勇者之一，狩獵具之勇者，是目前在自己的世界中唯一存活的四聖勇者，其四聖武器是司掌七宗罪之一的「怠惰」，剛開始看不出性別，尚文在交流過程中察覺到她是女性，屬於西庫魯國的四聖勇者。
葛拉絲、拉爾庫貝爾庫、緹麗斯的同伴。身上的哥德服就是葛拉絲送的。被囚禁在迷宮，之後在尚文的幫助下，成功逃出迷宮。逃出迷宮後，與尚文一同擺地攤售賣魂癒水，親眼目睹尚文的營商手腕後，不禁覺得驚嘆。
和尚文一樣是屬於特化型的勇者，無法針對人發動攻擊，卻擁有針對魔物的特效性能力，其「秘奧義‧血線花」更是對魔物具有即死級的恐怖威力。
對於舊有的傳說保持著懷疑的態度，而葛拉絲等人潛入異界進行刺殺的行為令她感到相當的憤怒並且加以斥責，執著著不依靠舊有的傳說，而是憑藉著自身的行動守護世界，她也如此告誡葛拉絲等人。在尚文等人離開絆世界之前，以尚文作為梅洛馬格的代表，進而與其達成國家同盟協議。
持有著和葛拉絲一同製作的式神「克利斯（因為製作出來的時間換算恰好是聖誕節因而以此命名）」，不僅能作為並肩作戰的夥伴（似乎擁有非常強的戰鬥力且難以手下留情），也可用來尋找葛拉絲與自身的相關位置。第十七卷中被擄走。
曾被尚文開玩笑說是「蘿莉老婆婆」，但絆只聯想到自己的胸部沒什麼料，從絆對尚文的對話中得知，她似乎暗戀葛拉絲。
相當喜歡釣魚，且只要一牽扯到釣魚的事情就會狂熱的有些失去理智，這已經到她無法自拔的地步，甚至有在幽靈船上戰鬥中還在船上釣魚的紀錄，一度被葛拉絲阻止；其狂熱程度到達自身能藉由釣魚這件事來擺脫詛咒系列「怠惰釣竿」的副作用，具有相當強大的意志力。
葛拉絲（聲：潘惠美）
為絆世界的眷屬器勇者之一，扇之勇者，隸屬西庫魯國。
初期為尚文的敵人，種族是異世界的亞人種族「神魂族」的魂人。
因自身所屬種族的屬性加護，物理攻擊對她大體上無效，且對勇者為回復SP效果的魂愈水則對她是效果超群的強化藥，同時持有的扇之眷屬器具有「無視防禦攻擊」的特性，對於尚文而言是棘手的強敵，但她碰上對魂系攻擊或破壞魔力的攻擊則完全不敵，所以尚文的噬魂之盾以及拉芙塔莉雅的魔力劍完全是她的剋星。
過去由於亞人的身份而被同門的師兄弟歧視，成為了「扇」的勇者後，更被妒忌她的師兄弟逐出師門，無處可去的她偶然遇上剛被召喚的絆，而成為絆的同伴。因此她把絆視作自己最重要的人，所屬流派為「自在珠玉流」；後期因代理掌門指引她和尚文等同伴前往魔龍城而揭開了自己和祖先的身世之謎。
實際上是一名個性耿直，容易上當受騙的人。為了拯救被囚禁迷宮的絆，想盡各種辦法。最後，遵從古老文獻的記載去入侵異世界殺死四聖勇者。重遇絆之後，被對方嚴厲斥責去異世界殺死四聖勇者的行為。在尚文眼中，有一點百合傾向。
拉爾庫貝爾庫（聲：福山潤）
為絆世界的眷屬器勇者之一，鐮刀之勇者，緹麗絲的搭檔，隸屬西庫魯國。
初期為尚文的敵人，稱尚文為「盾牌小弟」。手上的鐮之眷屬器具有「防禦比例攻擊」的特性，破壞力會依照敵人的防禦力成正比（與葛拉絲的攻擊特性不同，效果是自身攻擊力與敵人的防禦成一正比，也就是敵人防禦力越高，對敵人的傷害就越高），是尚文最不想正面對決的糟糕屬性，所幸該攻擊有數秒的冷卻時間，被盾的技能(例如靈氣之盾)擋下會失去效果，無法頻繁使用與能被既能擋下的狀況下而使尚文找到與之抗衡的突破口。對尚文而言，作為敵人極為頭痛；但作為夥伴而言，則是非常可靠的強悍傢伙。
為人好色，曾在外傳中，與元康一行一同偷窺在女溫泉的女生們，事後被緹麗絲罰跪訓話。
酒量極差，他連拉芙塔莉雅都喝不贏的程度，而他曾因為對尚文吃醋想與莎迪娜、希爾荻娜兩姊妹拚酒，而被尚文與緹麗絲積極阻止，但最後還是在莎迪娜的拚酒勝利下讓他被緹麗絲攙扶到一旁休息。
本身是西庫魯國的國王，父母去世後，理應繼承其雙親的地位與土地，卻由於拉爾庫喜歡自由的個性，拒絕當國王，而選擇與葛拉絲、緹麗絲、絆等人一同冒險。此外絆等人作為據點的城堡就是他的家。
對於比自己年紀小的人習慣稱呼「小妹」或「小弟」，因為身分背景及生長經歷因此被絆以「信長」稱呼，尚文則是會惡作劇的稱其為「少主」。
曾一度被浪潮先鋒奪走眷屬器，後來在再度穿越到來的尚文一行的幫助下，成功奪回眷屬器。
在動畫版22話中與緹麗絲初登場，和尚文在塞亞特領地中相遇。
小說20集中，爲討缇麗絲喜心，決定拜飾品商人爲師，學習制作飾品。
缇麗絲‧紫翠玉（聲：早見沙織）
絆世界的居民之一，拉爾庫的搭檔。
尚文與絆相處時才從中得知緹麗絲是亞人種族中的「晶人」， 以水晶作為施放魔法媒介具有相當強悍的戰鬥力，且憑藉著寶石所釋放的魔法攻擊能清楚的識別敵我不會波及自己人（動畫版中還追加對我方減緩負面狀態的隱藏效果，尚文的詛咒有稍微減輕），其性質與靈龜王妃使用相似的魔法，屬於上古魔法之一。
因種族能力的關係而能夠聽見寶石的聲音，對於精雕細琢的寶石藝品沒有任何的抵抗力，而且在必要的狀況下全身都會著裝上嵌有寶石的防具或物品，對於尚文送給她的手工寶石手鐲相當酷愛，甚至捨不得用，而以尚文為對手時刻意不用此手鐲，當成孩子般疼愛。
曾在外傳中因拉爾庫偷窺女溫泉而讓拉爾庫跪算盤，但因拉爾庫稍微羨慕尚文的艷福而使緹麗絲感到火大。
她對尚文的工藝技術佩服不已，屢次在尚文工作之時陪在尚文身邊參觀，稱尚文為「名匠」，因多次為了寶石新品纏著尚文而引起拉爾庫吃醋，直到拉爾庫想不開跑去找虎鯨姊妹拚酒後，狀況才稍微改善。
在動畫版22話中與拉爾庫初登場，和尚文在塞亞特領地中相遇。
艾斯諾伯德（聲：河西健吾）
絆世界的眷屬器勇者之一，船之勇者，隸屬西庫魯國。
所持的船之眷屬器具有相當強大的運輸能力，且運輸速度驚人，一般交通工具根本追不上；其持有之眷屬器具有與龍刻沙漏連動的遠距離瞬間傳送機能，不需要做任何紀錄，可自由指定降落地點、位置，為歸途龍脈的上位機能。
和菲托莉亞一樣屬於守護世界的魔物，種族為圖書兔，雖為眷屬器勇者但因為種族的特性基本上沒有任何正面戰鬥的能力。
第十六卷中因自身的眷屬器被搶，絆被擄走，所以前來尋求尚文等人的幫助。第十七卷中與尚文等人潛入迷宮解救絆，並獲得了書之眷屬器的幫助，成為書之勇者，是目前已知勇者中唯一同時獲得兩種眷屬器認可的勇者。被變幻無雙流的老婆婆評價為百年難得一見的人才。
羅米娜（聲：衣川里佳）
為絆所在世界的工匠。為人豪邁大方，尚文初次來訪她的店時藉由接任尚文委託後得知了異世界的存在，欣賞尚文所屬的異世界中武器店老闆艾爾哈特的手藝，並與尚文協定其裝備將藉由她調整外，和艾爾哈特一樣開始研究跨界裝備的機能保存系統。
亞爾托雷澤
簡稱為亞爾托。外表是一名偏向中性的女性。為絆所在世界的軍火商人，據絆所言是一個為了賺錢，而會不擇手段的傢伙。認為絆有利用價值，覺得背叛對方的損失遠大於利益。因此選擇與絆等人交好。18卷被莎迪娜和希爾狄娜發現是女人。
京·艾斯尼納（聲：木村良平）
絆世界的眷屬器勇者之一，浪潮幕後黑手的先鋒之一，書之勇者。靈魂本體為身形肥胖，配戴眼鏡的中年男性，潛伏於三賀影國、雷古魯等多國根據地內。
所持有的書之眷屬器不限於魔導書能力，並具有物理攻擊技能等多樣化隱藏能力，主特性為「能力素質比例攻擊」，破壞力會依照對手的能力成正比，屬於接近無敵的能力，但遇上莉希亞的特殊體質則該能力完全無效化，莉希亞是他唯一的天敵。
其個性卑劣陰險的程度，連尚文也對其極為厭惡。是引發靈龜事件的元兇。靈龜內部之戰中敗給莉希亞後，帶著靈龜的力量逃回自己所屬的世界。逃回異世界後，以靈龜的力量，製造了四聖勇者武器的複製品。並且對其他眷屬器勇者的國家進行侵略，聯合上鏡之勇者和另一位製造出許許多多的合成獸（人與魔物合成）作為戰鬥兵器，最後將兩人的研究成果連同後宮、靈魂全部吞蝕殆盡，其實力深不可測，京是尚文第一個遇到隱藏能力、技能最多的人，他甚至擁有著引發浪潮的能力。
在研究所中與尚文一行一戰時，尚文從他無意間辱罵他人的言語中，被判斷出他有嚴重的處女情節這一事實，引起尚文勃然大怒，被尚文殺死後，靈魂企圖進入藏在秘密房間的備用身體時，被拉芙塔莉雅一刀兩斷，最後被莉希亞放出的噬魂怪吞噬。而備用身體也被尚文一行毀滅，靈龜的力量因此被尚文奪回。
其眷屬器在後期選上了艾斯諾伯德，成為新的書之勇者。
動畫中改成對尚文使用了奧義「禁斷之書·默示錄」後，仍不敵尚文受到「鏡之眷屬器」支援增幅的「靈龜之盾·靈龜砲」，被正面擊中後屍骨無存，刪去了全作中京的靈魂與秘密房間的橋段。
一樹（聲：立花慎之介）
刀之眷屬器國「雷古魯（レイブル）」裡被稱為天才術士的男人，同時也是京的協力者及生意夥伴。因為任性的性格，尚文認為他像奧托克雷·梅洛馬格三十二世（垃圾），故稱呼其為“垃圾2號（クズ二号）”
與京設置陷阱，導致拉芙塔莉雅與尚文一行分離，並關押拉芙塔莉雅。去取刀之眷屬器時因眷屬器選擇了逃出來的拉芙塔莉雅而領取失敗，欲奪回眷屬器，反被拉芙塔莉雅擊敗，又因為不顧忠告，在追趕過程中因傷口破裂而亡（動畫改成了被京視為棄子所殺）。死後肉體被京改造並投入研究所一戰中，被葛拉絲與缇麗絲所擊滅。
原作中並沒有提起本名，都是“垃圾2號”。在動畫中，官方給予他的正式名稱為「一樹（カズキ）」，卻刪去了“垃圾2號”稱呼。
動畫版中改成死後被京作成為亞伯特的附身媒介。
蓬·艾瑪爾（聲：河瀨茉希）
為人正經，個性率直，不討人厭的好女孩。原為京的人馬，非常愛慕京到達甚至為他犧牲性命也在所不惜，後來被尚文打敗後，經由尚文一行人一再開導，但固執到想親眼見證事實才肯罷休，最後終於認知且見證了自己被京受騙上當後，與京反目成仇，以成為類似絆的奴隸身分加入尚文一方陣營。目前跟鶇在羅米娜工坊旁有間道場。在研究所戰役中，她對京的感情因京的欺騙而由愛生恨，個性轉變的差異之大使尚文懷疑她是病嬌。
動畫版中改成被尚文一行人打敗之後，由絆一人開導並主動協助尚文，動畫版將京發動浪潮的橋段提前使其見證事實。
鶇（聲：東城日沙子）
原為垃圾2號的手下，因垃圾2號想搶刀之眷屬器，結果反被擊殺，為報仇而加入京的人馬。結果被京改造身體，當成棄子，後被絆所救，投靠了絆的陣營。目前跟蓬在羅米娜工坊旁有間道場。
亞伯特
絆世界的眷屬器勇者之一，鏡子之勇者。被京所控制，後被打倒。
其眷屬器在後期選上了尚文。
宮地秀正
絆世界的眷屬器勇者之一，樂器之勇者。
第十七卷出現。受四聖勇者召喚儀式波及的日本人。擄走絆的犯人，與麥蒂等人同流合污，在與尚文的戰鬥中碰上戰鬥中途剛覺醒為鏡之勇者的尚文後，因戰鬥相性太差而被尚文擊敗。
後證實是靠特殊標籤控制眷屬器者，因此不是正當勇者。眷屬器離開他後，跑向了樹身邊。最後氣急敗壞的跑向瑪爾德搶奪他的斧頭，但反被擊殺。
星矢
星矢餐廳的大廚。在料理中加入了令人上癮的毒藥。實際上是浪潮幕後黑手的先鋒之一，原本是與尚文一行人不相干的過客，卻因使用黑心料理控制城鎮的舉動，加上在城鎮中又只有他開的一家有名餐廳，吸引尚文一行人上門光顧，而爆發衝突。
在廚藝比賽中，用了許多不正當中手段阻撓尚文等人，卻因自身只會使用現代調理包製作方式而敗給因長期磨練則廚藝精湛的尚文，比賽落敗後，當眾發難，卻反被尚文逮捕，在欲寫下有關浪潮幕後黑手的情報時，卻被幕後黑手事先設下的魔法機關遭其爆頭慘死，連其靈魂一同被消滅，無法復活。
魔龍（聲：大友龍三郎）
絆所屬世界的龍帝，魔獸之主，極度憎恨人類。後被絆討伐。肉體被絆消滅後，靈魂寄宿在龍核中，曾一度佔用誤食其核石的格利昂的身體，後來在尚文等人的努力下被擊敗。後重生成為紫色的母龍（主人為絆），對尚文有好感並打算懷上尚文的孩子。無愧於龍帝之名，精通絆所在世界的一切魔法。此外十分喜歡吞食靈魂。
把已叛變的「風」之格菲莉卡的力量回收，並把對方從魔龍四天王除名，之後強行任命菲洛為新的魔龍四天王，把「風」的力量賜予對方。除了平時諂媚尚文外，更為了幫助尚文完成終極料理「血腸」(尚文製作的類型是英國早餐的黑布丁)，而提供最頂尖的食材，也就是自己的血液「魔龍之血」，讓尚文一行人得到大幅度的強化，但除了拉芙塔莉雅等藝高人膽大的人員外，不少人知道了該料理內容的真相而紛紛跑去催吐。

### 四聖勇者（絆世界）
風山絆
四聖勇者之一，狩獵具之勇者，參見風山絆。
希爾荻娜
四聖勇者之一，紙牌之勇者，參見希爾荻娜。
鈍器之勇者、球之勇者
現還不知為何人。

### 眷屬器勇者（絆世界）
葛拉絲
現扇子之勇者。參見葛拉絲。
拉爾庫貝爾庫
現鐮刀之勇者。參見拉爾庫貝爾庫。
艾斯諾伯德
船之勇者，第十六卷眷屬器被奪走。參見艾斯諾伯德。
拉芙塔莉雅
現刀之勇者。參見拉芙塔莉雅。
莎迪娜
現魚叉之勇者。參見莎迪娜。
鏡之勇者
前為亞伯特，被京所控制，已死。現為岩谷尚文。
書之勇者
前為京·艾斯尼納，被岩谷尚文所殺，是靠著標籤來控制眷屬器的不正當持有者。已死。現為艾斯諾伯德。
樂器之勇者
前為宮地秀正，是靠著標籤來控制眷屬器的不正當持有者。眷屬器離開他後，在搶奪瑪爾德持有的斧之眷屬器時被反殺。已死。現為川澄樹。

## 異世界
為不確定實際狀況的其他世界，在浪潮幕後黑手的影響下，數個世界早已毀滅，只有部分的倖存者逃向其他異世界，部分人士持續對抗浪潮，但另一部分人士受到浪潮幕後黑手的吸收成為其部下。
賽茵·洛克
來自與絆等人不同世界的眷屬器勇者之一，「裁縫具」的勇者。參見賽茵·洛克。
賽茵的姊姊
來自與絆等人不同世界的眷屬器勇者之一，「鎖」的勇者。原世界已經被毀滅，與賽茵是異世界的亞人種族「天人族」的最後後裔之一。
被賽茵稱為「背叛了那個人」的人。小說第十七卷中出現，提供了強行馴服聖武器的方法給宮地等人。擁有一條鑲嵌了聖武器寶石的鎖鍊，目前已知能力是可以藉由鎖鏈變化各種武具，並加以傳遞進而反射敵人的技能，這其中還包含防禦比例攻擊也能反射回去。
為了某個目的與麥蒂等人一同行動，卻故意把強行馴服聖武器的方法與破解方法堂而皇之地告訴尚文等人，因此被尚文稱作「笨蛋女」。
個人立場貌似保持中立，真實實力與京的強度相當，精通武器強化共享系統之道，尚文評估她利用系統將潛在能力作業至千級以上，即使強度接近逆天，但屢次遭遇尚文一行人只是展現出冰山一角，由於她對尚文一行的攻擊完全沒有殺意，多次放水，而被莎迪娜認為她隱藏了自己本心。
與其他靠特殊標籤控制眷屬器的浪潮幕後黑手的先鋒不同的是，她是真正被「鎖」之眷屬器選擇的正當勇者。卻在自己的眷屬器上配上特殊標籤作偽裝。
在故事後期，她與尚文密會，告知尚文有關自己妹妹的真相的一部份，也警告尚文趕快回到梅洛馬格抵禦她所屬軍隊的攻勢，而這密會的過程中，尚文理解到她實質上很關心自己的妹妹，她更希望尚文自己向賽茵了解真相。

## 浪潮

### 自封神祇者
一群為了取樂，視他人生命如螻蟻的存在。特徵是他們均戴上遮掩頭部的動物造型頭套。
他們的世界「神祇」也是眾多異世界中的一處，但卻是所有世界中文明、科技、魔法技術等最頂尖的世界，甚至當地的民眾大部分都有長生不死的特性，而「神祇者」則是統御該世界的最頂峰存在，所以他們才會自封為神，而也因為在這對他們來說如永恆般的時間中，對於日常已經感到無趣，於是為了取悅己方世界的居民，開始研究並開發所謂的「浪潮」（Wave）現象，作為娛樂的遊戲，普通的永生已然滿足不了他們的慾望。
WEB版中他們開發浪潮的過程中也差點毀滅自己的世界，麥茵於無意間拯救了他們的世界，於是拉攏她作為異世界製造矛盾的窗口之一。
由於他們擁有如外掛般的強大力量，因此缺乏實戰經驗，但任何攻擊對他們幾乎無效，除了「零之系列」武器的攻擊才能將其殺死，「獵神者」為祂們的唯一天敵。
貓頭套
第一個出場的自封神祇者。一出場展現出外掛般的實力，其後卻遭到覺醒了「0之系列」的尚文一行壓制，最後被佛烏爾殺死，靈魂被拉芙塔莉雅、煉、佛烏爾毀滅，無法復活。

### 浪潮先鋒
爲幕後黑手浪潮效力的人，大多數的人也是自高自大，自以為所做的事是對性格，如欲透露浪潮任何情報，就會因自身所設下機關爆頭慘死，身體和靈魂也會被浪潮粉碎。
瑪爾德
曾經是川澄樹的夥伴，參見瑪爾德。
塔克特．亞薩賀倫．霍布雷
前鞭之勇者。是靠著標籤來控制眷屬器的不正當持有者。參見塔克特．亞薩賀倫．霍布雷。
京·艾斯尼納
絆世界的前書之勇者。是靠著標籤來控制眷屬器的不正當持有者。參見京·艾斯尼納。
星矢
絆世界的星矢餐廳的大廚。參見星矢。

#### 相關人士
麥蒂·S·梅洛馬格
因緣巧合救了浪潮先鋒高層的世界，並被重視。參見麥蒂·S·梅洛馬格。
萊諾
女王麾下的密探之一，在浪潮先鋒裡從事諜報活動。參見萊諾。
亞伯特
絆世界的前鏡之勇者，被京所控制。參見亞伯特。
宮地秀正
絆世界的前樂器之勇者。是靠著標籤來控制眷屬器的不正當持有者。參見宮地秀正。
賽茵的姊姊
與絆等人不同異世界的鎖之勇者，為了某個目的與麥蒂等人一同行動。參見賽茵的姊姊。

## 先代弓盾世界
在第20卷，尚文等人因遭受到強敵的攻擊而穿越時空，回到還未與槍劍世界融合的世界。
城野守（聲：鳥海浩輔）
初代盾之勇者，與尚文同歲的青年，而且來自同一時空環境的日本，為菲洛鳥女王菲托莉亞的飼養者兼養父，被稱為「最偉大的盾之勇者」，深受人們愛戴。
他是席德威魯特的王國創始人，被當時還是小國的席德蘭國召喚而來，與先代弓之勇者在當代世界中被併稱為「雙聖」。他率領席德威魯特抵禦外敵、對抗第二次浪潮（弓盾世界與槍劍世界相撞），以及與當時企圖統治世界而帶著饒騎富兵的先代弓之勇者爆發一場大戰；屢破強敵的戰果不斷，種種事蹟使得他威震天下，連敵人都聞風喪膽。而在遙遠的未來後，三勇教將他視為「盾之魔王」（尚文還只是第二位在故事中被稱為盾之魔王的勇者，而城野守是該稱號的開宗祖師；在第20卷時，尚文等人因遭受到強敵的攻擊而穿越時空，來到守的時代並且輔佐他，才造就這個名號的誕生）。
他在與浪潮對抗的過程當中，擊退無數浪潮黑幕的先鋒，最後成功迎接救世主的降臨。他做為勇者們的表率，穩定了浪潮融合現象，成功將「劍之世界」、「槍之世界」一併與「雙聖」的世界穩定融合一起，才誕生了現在尚文所在的「四聖」異世界，確立了現在這個新世界的秩序。
後他以席德威魯特為基礎的情況下將其建立為大國，保護了亞人，因而成為後世所有亞人以此信仰盾教的奠基者，在當代世界並沒有菲洛鳥以及最強四聖獸種族，而守在經歷這段磅礡冒險以後將兩者引進了這個世界。
和尚文不同的是，尚文是屬於攻擊力貧弱（盾之精靈告知過尚文，是都把攻擊力換成輔助能力），但擁有絕對防禦、團體戰鬥極強的類型；而守的防禦力與尚文比較起來不是頂級，但擁有正常且不俗的攻擊、單挑能力，並且因自己的興趣而研究出種類多樣且奇葩的特殊盾牌；兩人在個性上也有差異，他與外傳《槍之勇者重生錄》中的尚文一樣，個性溫柔，對任何人稱呼都用敬稱；但優柔寡斷，完全缺乏尚文個性上的果敢判斷，唯一的共通點就是兩人的廚藝都相當高超。
霍倫．安斯雷亞
為先代的鞭之勇者，亦是拉托緹爾·安斯雷亞的祖先。與拉托緹爾一樣也是喜歡把生物改造的瘋狂科學家。曾把城野守飼養的三頭菲洛鳥改造。
為決定未來世界諸多物種生態的關鍵人物，四聖獸種族與菲洛鳥、獸化型態的獸人、亞人種等都是出自於她的基因改造，甚至連氣球怪也是出自於她之手，大多的實驗成功後，各種族的遺傳因子不斷安定下來，還能繁衍至未來世界。
除了生物學以外，還有複製物件的能力，四聖武器的複製品也是出自於她之手，據本人所敘，最初的複製品功能使用性更廣、更便利，而不是未來世界的那種遺留下來的劣質品。
為了幫助守能跨越戀人死亡的心理陰影，協助守進行菲洛亞的復活工序，尚文一行到來後，委託尚文解開守的心結。
蕾茵
異世界先代裁縫具勇者，為賽茵姊妹的祖先。個性活潑開朗，喜歡話家常，但意外的好色，被尚文暗自取外號為「下流女」，曾戳破尚文還是處男的事實而得到拉芙塔莉雅等女性的一致認同。
種族是異世界的亞人種族「天人族」。具有種族的特殊能力「光翼」，類似尚文世界的亞人獸化，能飛行和提升能力值，缺點是會消耗大量體力、魔力和生命值，因此無法長時間維持。
因能力的特性，加上尚文的推測，也是本作被公認的大胃王之一。
菲洛亚 / 莉茵
先代爪之勇者。是蕾茵的妹妹。原本叫做莉茵(リイン)，但是因為某些原因而把名字改成菲洛亚。
種族是異世界的亞人種族「天人族」，個性極為活潑，愛開玩笑，時常讓守傷透腦筋。
與守一起對抗浪潮，與守相愛並訂婚。在與守護獸朱雀的戰鬥中，為了保護守而死。
之後因守保留了她的靈魂結晶，加上植入了朱雀的基因，才找出能使她復活的方法，但長期的實驗失敗導致他的內心陰影加深，直到尚文到來後才開始使她復活的研究大幅進展，最後終於使她成功復活，但也因她的個性而被尚文誤解為精神方面不完全。
娜塔莉亞
先代的錘之勇者。亦是拉芙塔莉雅的祖先。
九天樓的初代天命，在當時的世界是所有勇者間的調停者以外，更是有仲裁的權利，能管理四聖武器與眷屬器的權限。
除了髮型以外，樣貌、個性與拉芙塔莉雅如雙胞胎般神似，與水龍隨身並行，且個性固執又認真的她也很快就接受尚文，唯獨尚文做的一些「行徑」是她不太容易接受的，直到相處一段時間後就和拉芙塔莉雅一樣對此不停地對尚文吐槽。
原本以為身為勇者之間的調停者是不會被選為勇者。在一次無意的接觸後，被錘之眷屬器選中成為錘之勇者。